# Suzuki Jimny
La Suzuki Jimny est un petit 4x4 de type keijidōsha produit par le constructeur automobile japonais Suzuki depuis avril 1970 en quatre générations. 2,85 millions de Jimnys ont été vendues dans 194 pays entre sa sortie et septembre 2018.

## Historique

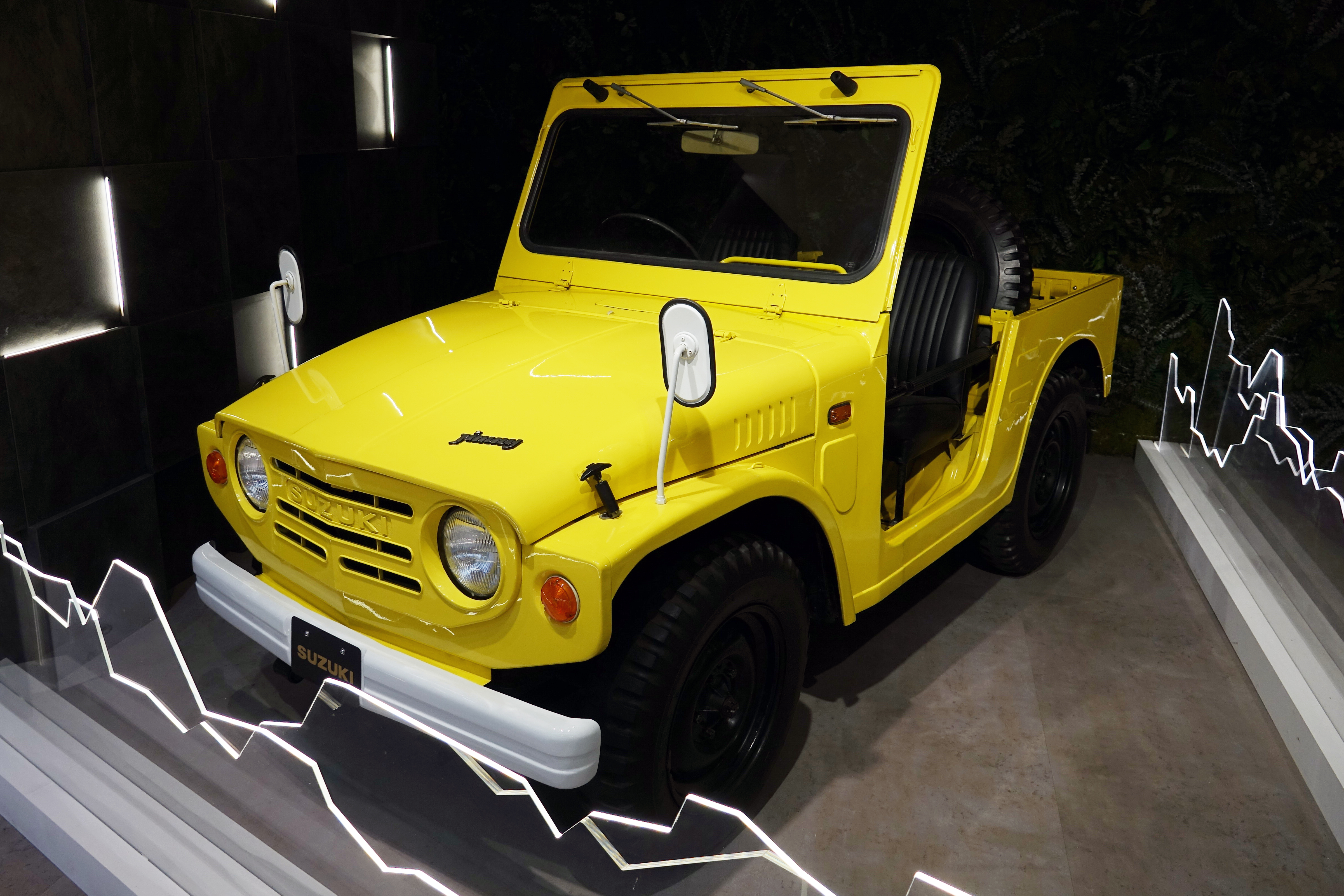
Suzuki LJ10

En 1967, la société japonaise Hope Jidosha Company (ou HopeStar) présente un petit véhicule 4x4 nommé On360 commercialisé en 1968. Le HopeStar On360 est équipé d'un moteur Mitsubishi de 359 cm3 à deux temps refroidi par air d'une puissance de 25 ch. À la suite des déboires financiers de HopeStar, qui n'a vendu que 15 exemplaires de son 4x4 sur une production de 100 unités prévues, Suzuki rachète les droits de fabrication de son quatre roues motrices et sa technologie la même année. Le constructeur reprend la base du HopeStar On360 et développe le LJ10 (Light Jeep), premier 4x4 Suzuki commercialisé en 1970 et motorisé par le deux cylindres d'origine Mitsubishi.

## Première génération (1970 - 1981)
La Jimny I est lancée en 1970. La première génération de ce 4x4 achève sa carrière en 1981. 

## Seconde génération (1981 - 1998)
Suzuki lance la seconde génération de la Jimny en 1981 ; ce modèle s'appelle Samurai en Europe. En 1998, ce 4x4 est remplacé par une troisième génération.

### 1981 - 1995
Le modèle de 1988 adopte une esthétique plus arrondie et un peu plus moderne que son prédécesseur, mais conserve des lignes angulaires et utilitaires qui rappellent son héritage. Sous le capot, le Jimny était propulsé par des moteurs modestes mais fiables, allant de 1,0 à 1,3 litre, disponibles en versions essence et diesel dans certains marchés. L'un des moteurs les plus populaires était le 1.3 L à injection, offrant une bonne combinaison de puissance (autour de 63 chevaux) et de consommation maîtrisée. Tout au long de sa production, le Jimny a vu apparaître diverses versions et améliorations. Certains modèles étaient équipés de toits rigides amovibles ou de capotes souples, permettant aux conducteurs de profiter d'un véhicule plus polyvalent, à mi-chemin entre le coupé et le cabriolet. Selon les marchés, il a également été vendu sous différentes appellations, comme Suzuki Samurai ou Holden Drover en Australie.
Les années 1990 ont marqué une période où les consommateurs cherchaient à la fois la praticité urbaine et la capacité à s’échapper hors des sentiers battus, et le Jimny répondait parfaitement à cette demande. Son petit gabarit lui permettait de se faufiler en ville, tandis que ses capacités tout-terrain en faisaient un partenaire d'aventures idéal.

### 1995 - 1998

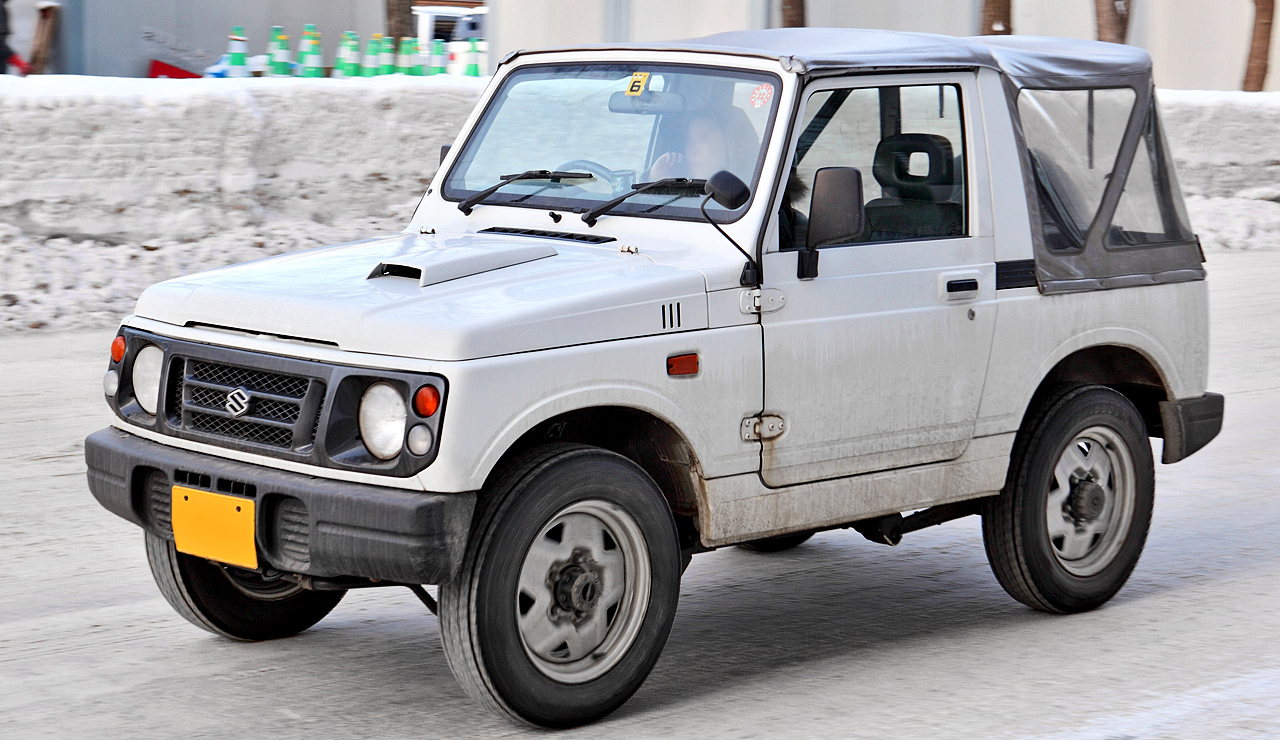
Suzuki Jimny II JA12C (1995)

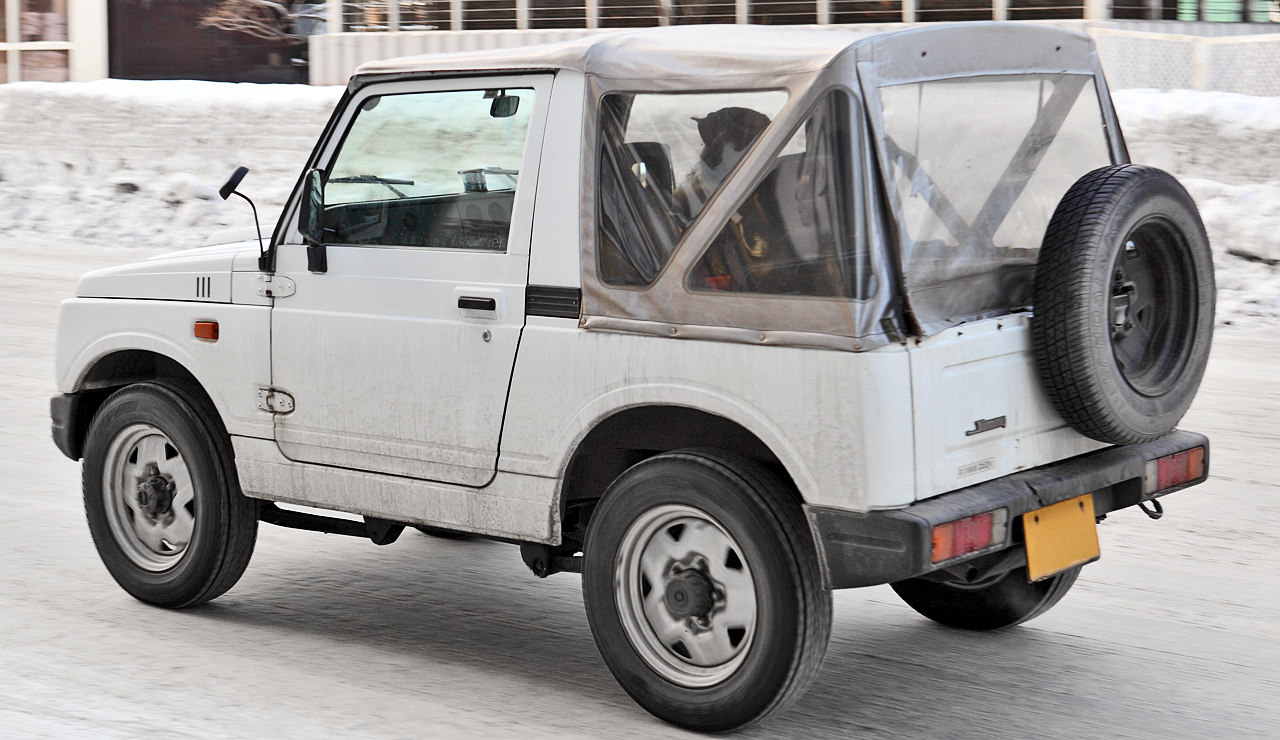
Suzuki Jimny II JA12C (1995)

## Troisième génération (1998 - 2022)
La troisième génération de la Jimny est arrivée en 1998. Au Japon, elle est sortie sous le nom Jimny Wide, puis Jimny Sierra. Sur ce marché existe une autre Jimny, plus petite, plus étroite (3,395 m de long sur 1,475 m de large) et dotée d'un 3 cylindres de 658 cm3, appartenant à la catégorie locale des keijidosha. Malgré un physique identique au « gros » Jimny, ce modèle « réduit » en diffère donc techniquement assez nettement.
En Europe, la Jimny est arrivée en 1998 en version « berline » à trois portes, puis un an plus tard en cabriolet, avec une partie arrière bâchée. La Jimny épaulait alors le Samurai appelé, à terme, à disparaître et dont la Jimny était en réalité la remplaçante dont le troisième opus à l'échelle mondiale puisque le Samurai est désigné comme la seconde génération du Jimny.
Pour mieux répondre à une partie de la clientèle européenne, et notamment en Europe de l'Ouest (Espagne et France en tête), Suzuki a installé un turbo diesel 1,5 litre à partir de 2004. Il s'agit du 1,5 L dCi de Renault. Ce moteur n'est bien sûr pas disponible sur le marché japonais.
En France, seule la Jimny 4x4 est commercialisée. Il s'agit d'une propulsion avec le pont avant qui est enclenchable. Sur certains marchés Suzuki a aussi proposé de simples versions deux roues motrices.
La Jimny est produite à la fois au Japon, en Espagne, au Brésil et en Colombie.
En Europe, la commercialisation du Jimny III prend fin en 2019. Le véhicule reste toutefois fabriqué au Brésil jusqu'en 2022.

## Quatrième génération (2019 -)

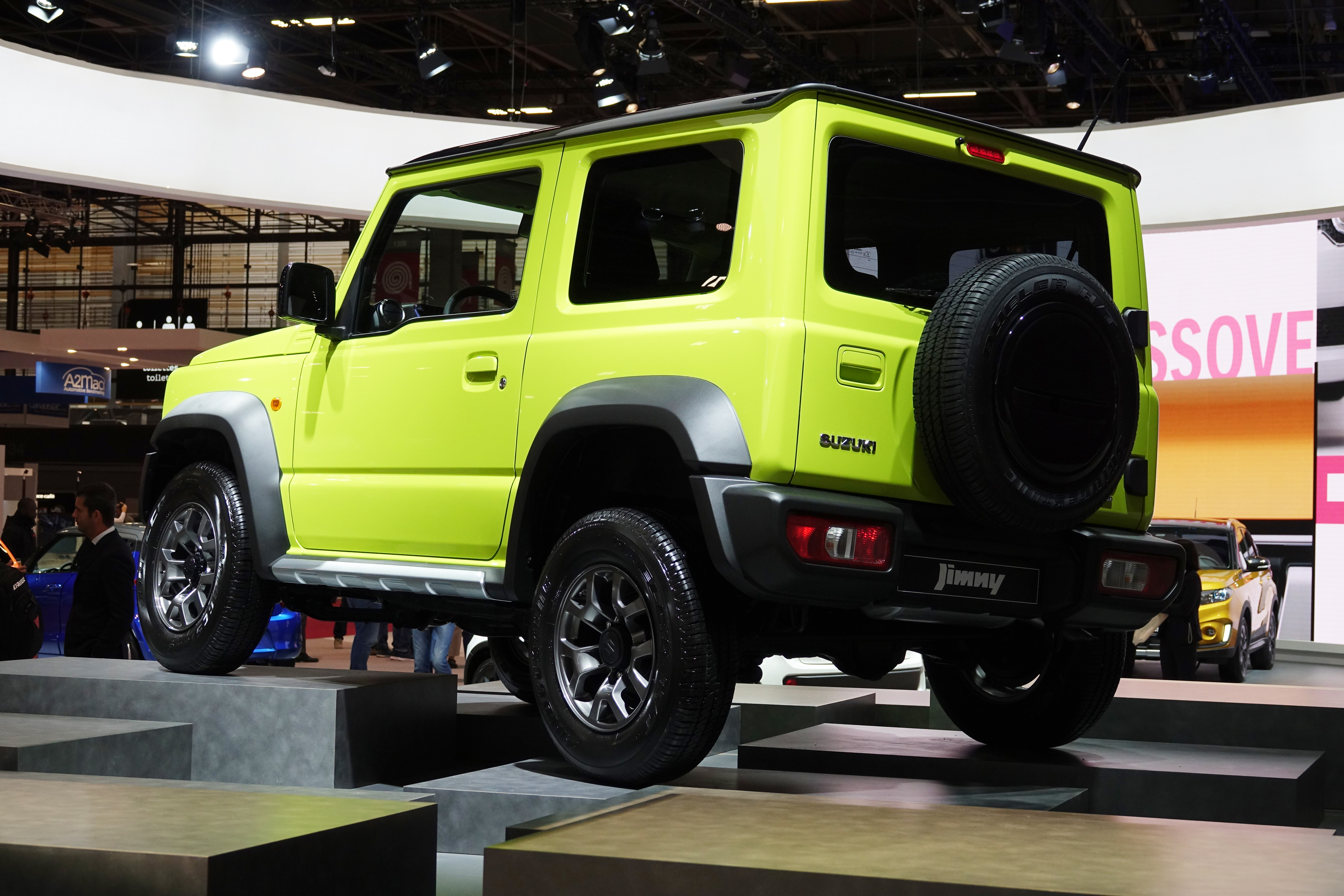
Suzuki Jimny IV (JB74) au Mondial de l'auto 2018

Le Jimny IV est dévoilé en juillet 2018 (la production a démarré en mai de la même année), puis exposé au Mondial de l'automobile de Paris 2018 en octobre pour être commercialisé en Europe début 2019. Il conserve un design carré et néo-rétro qui rappelle le précédent Jimny de 1998 mais aussi le Samurai avec les feux arrière et le Mercedes-Benz Classe G dans l'apparence. Les phares sont reliés à la calandre en barrettes comme Jeep par une plastique noire, les boucliers possèdent une grille à côté des antibrouillards, la planche de bord reçoit un écran tactile et le Jimny dispose de plusieurs options de personnalisation.
La version kei-car (nom de code JB64), indisponible en Europe, est particulièrement compacte (3,40x1,48x1,72m contre 3,65x1,65x1,72) afin de respecter la législation en vigueur au Japon pour appartenir à cette catégorie fiscale. La version longue (nom de code JB74) est également commercialisée dans le pays sous l'appellation Suzuki Jimny Sierra.
Le Jimny IV a une garde au sol de 21 cm. L'angle d'attaque est de 37° à l'avant et 49° à l'arrière.
En France, dès 2020, le Jimny IV n'est plus commercialisé en tant que véhicule destiné aux clients particuliers à cause du montant du malus écologique (dépassant les 10 000€) s'appliquant au véhicule à 4 places. Afin de lui permettre d'être classifié comme véhicule utilitaire léger et ainsi d'échapper au malus et à la TVS, Suzuki ne propose plus qu'une version 2 places (la banquette arrière est remplacée par un plancher plat et une grille de séparation),,.
La version à 5 portes du Jimny, baptisée Jimny Long, est présentée le 13 janvier 2023 au salon Auto Expo à Noida, en Inde. L'empattement du Jimny Long est plus important d'environ 30 cm par rapport au Jimny à 3 portes.
La production du Jimny s'arrête en Europe en 2024 en même temps que celle de l'Ignis à cause de la réglementation européenne CAFE qui impose aux constructeurs automobiles commercialisant des voitures en Europe de ne pas surpasser un certain stade d'émissions polluantes.

### Motorisations
La quatrième génération reçoit une unique motorisation essence K15B de 1,5 litre de 102 ch et 130 N m de couple.
|                                                      | Suzuki Jimny 1.5         | Suzuki Jimny 1.5         |
| ---------------------------------------------------- | ------------------------ | ------------------------ |
| Moteur                                               | 4 cylindres en ligne 16S | 4 cylindres en ligne 16S |
| Alimentation                                         | Atmosphérique            | Atmosphérique            |
| Cylindrée (cm³)                                      | 1 462                    | 1 462                    |
| Puissance maximale ch (kW)                           | 102 (75)                 | 102 (75)                 |
| au régime de (tr/min)                                | 6 000                    | 6 000                    |
| Couple maximal (N m)                                 | 130                      | 130                      |
| au régime de (tr/min)                                | 4 000                    | 4 000                    |
| Boîte de vitesses                                    | Manuelle 5 rapports      | Automatique 4 rapports   |
| Vitesse maximale (en km/h)                           | 145                      | 140                      |
| 0-100 km/h (en s)                                    |                          |                          |
| Consommation (en L/100 km) urbain/extra-urbain/mixte | 7,7/6,2/6,8              | 8,4/6,9/7,5              |
| Émissions de CO2 (en g/km)                           | 154                      | 170                      |
| Capacité du réservoir (en L)                         | 40                       | 40                       |
| Masse à vide (kg EU)                                 | 1 090                    | 1 110                    |
| Norme environnementale                               | Euro 6                   | Euro 6                   |

### Finitions
- Jimny Avantage
- Jimny Privilège (seule finition proposée en France en 2022[9])
- Jimny Pack

#### Séries spéciales
- Heritage

### Galerie

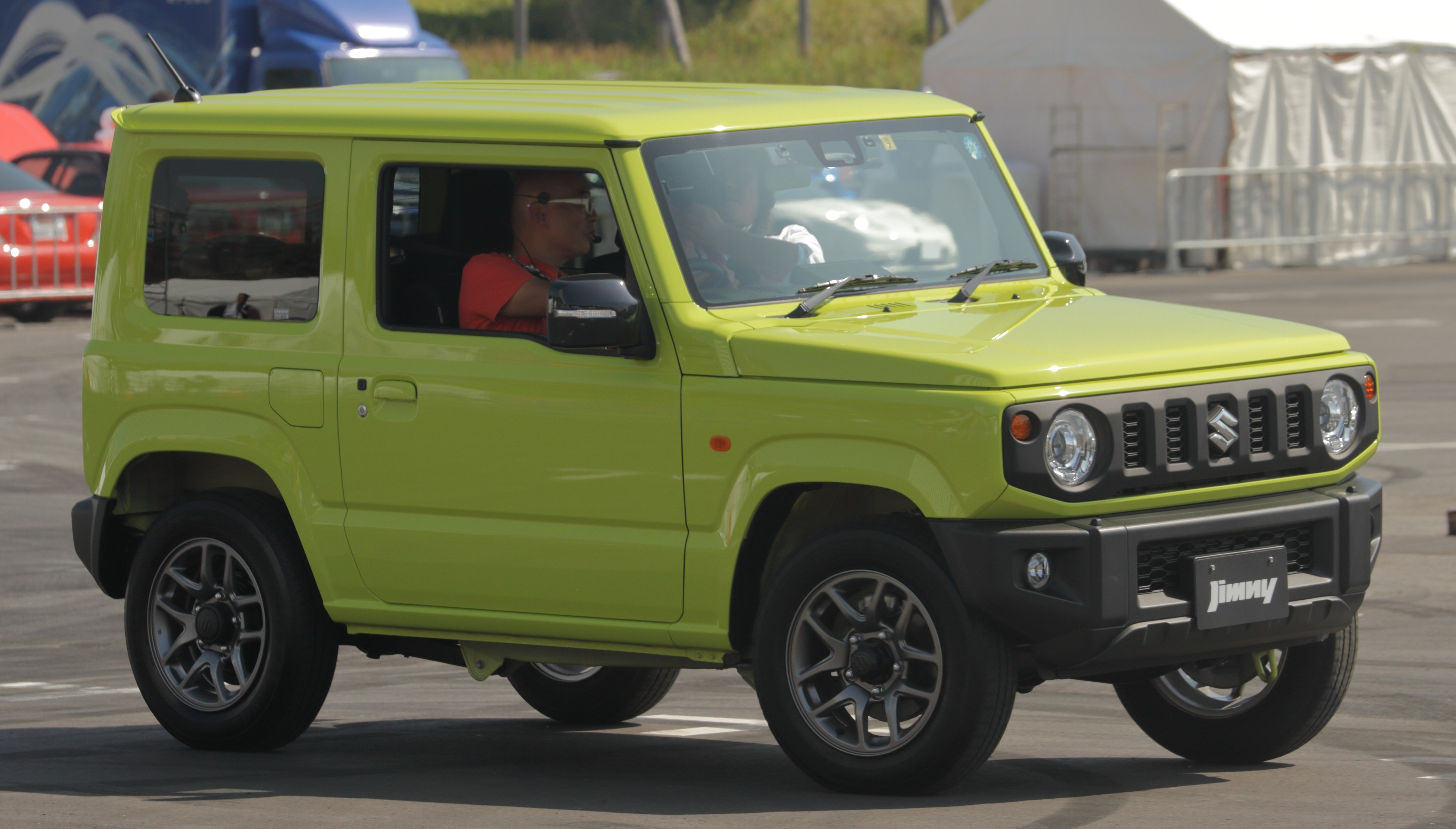
Suzuki Jimny IV kei-car (JB64)
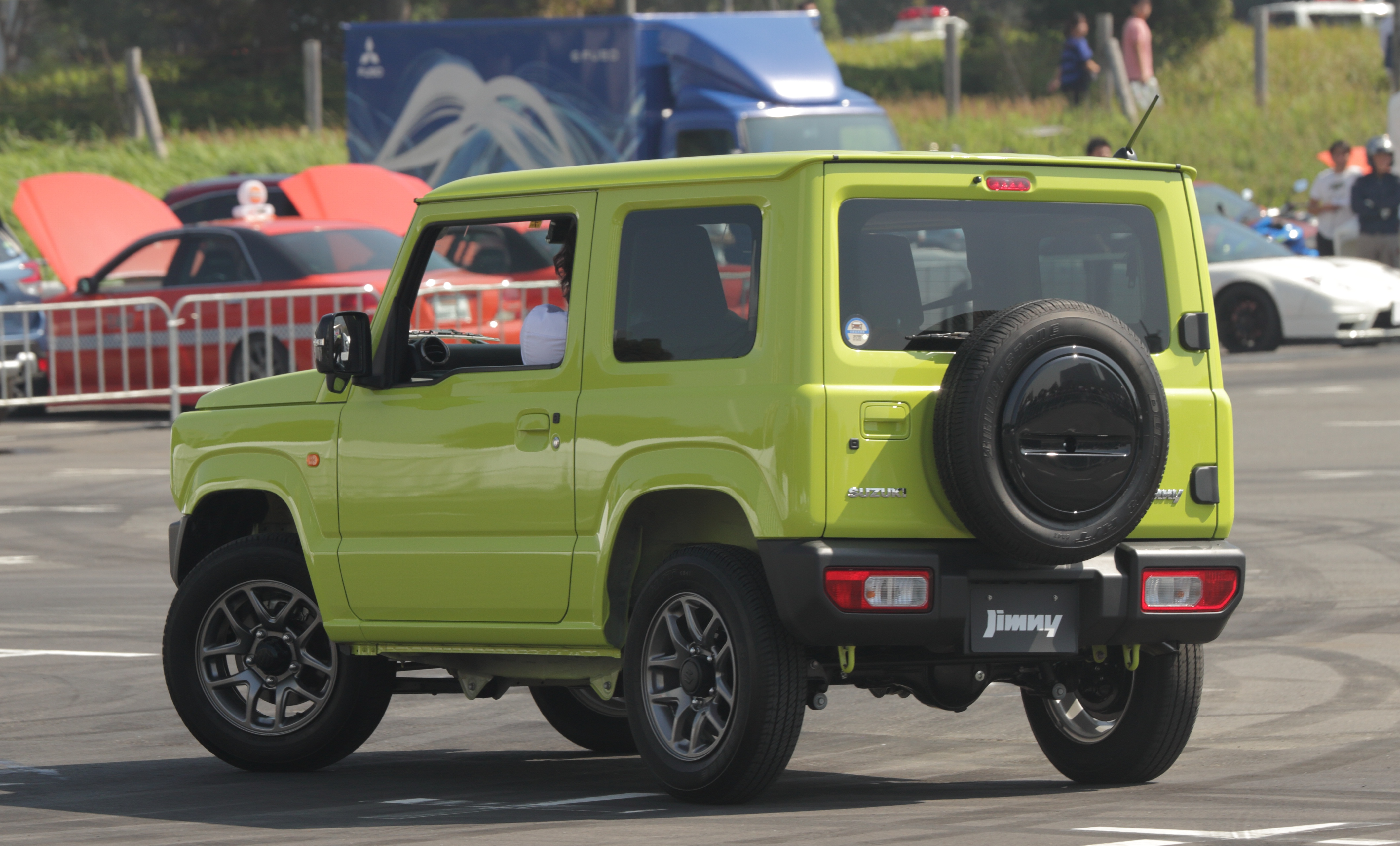
Suzuki Jimny IV kei-car (JB64)
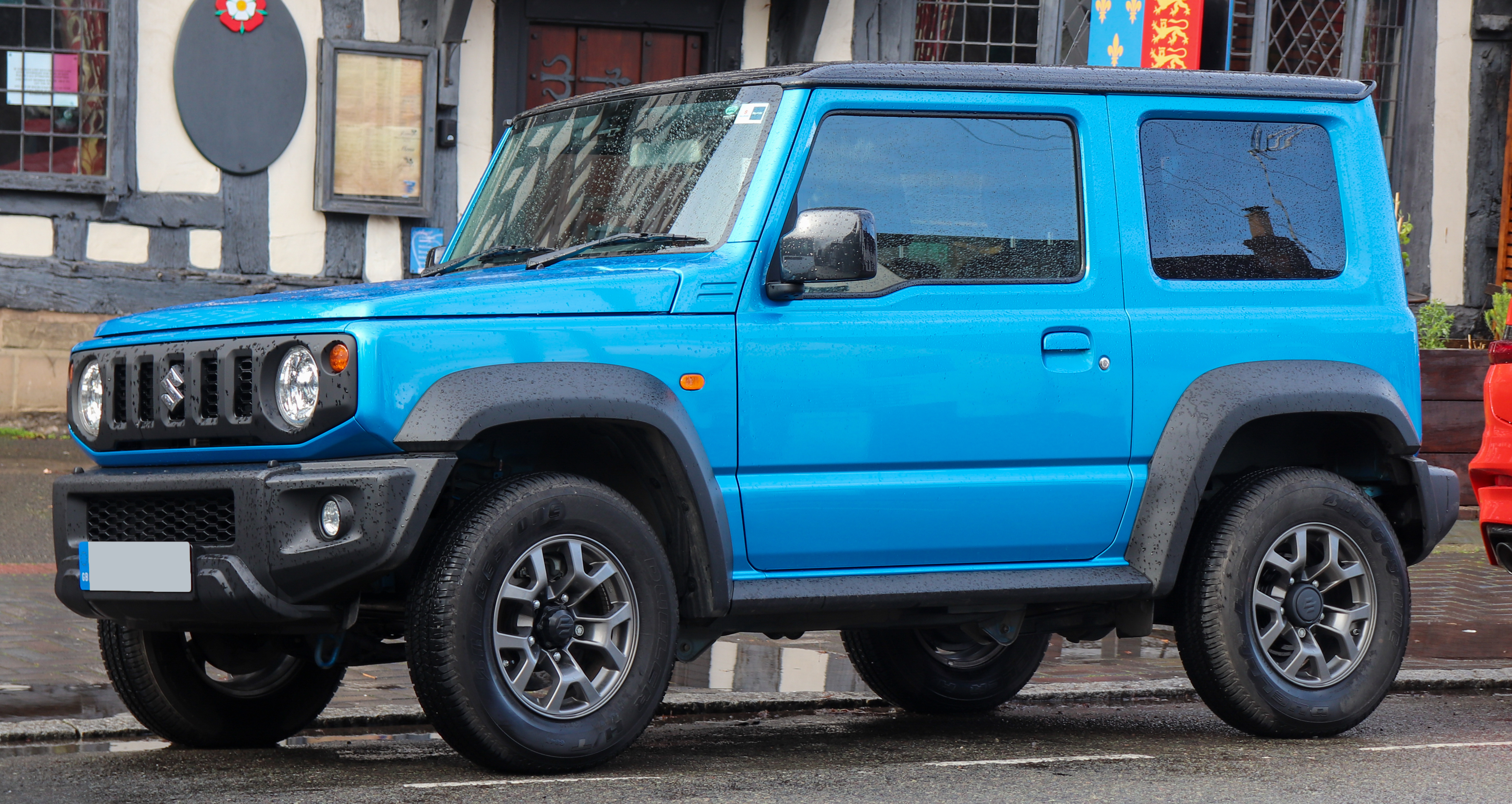
Suzuki Jimny IV (JB74)
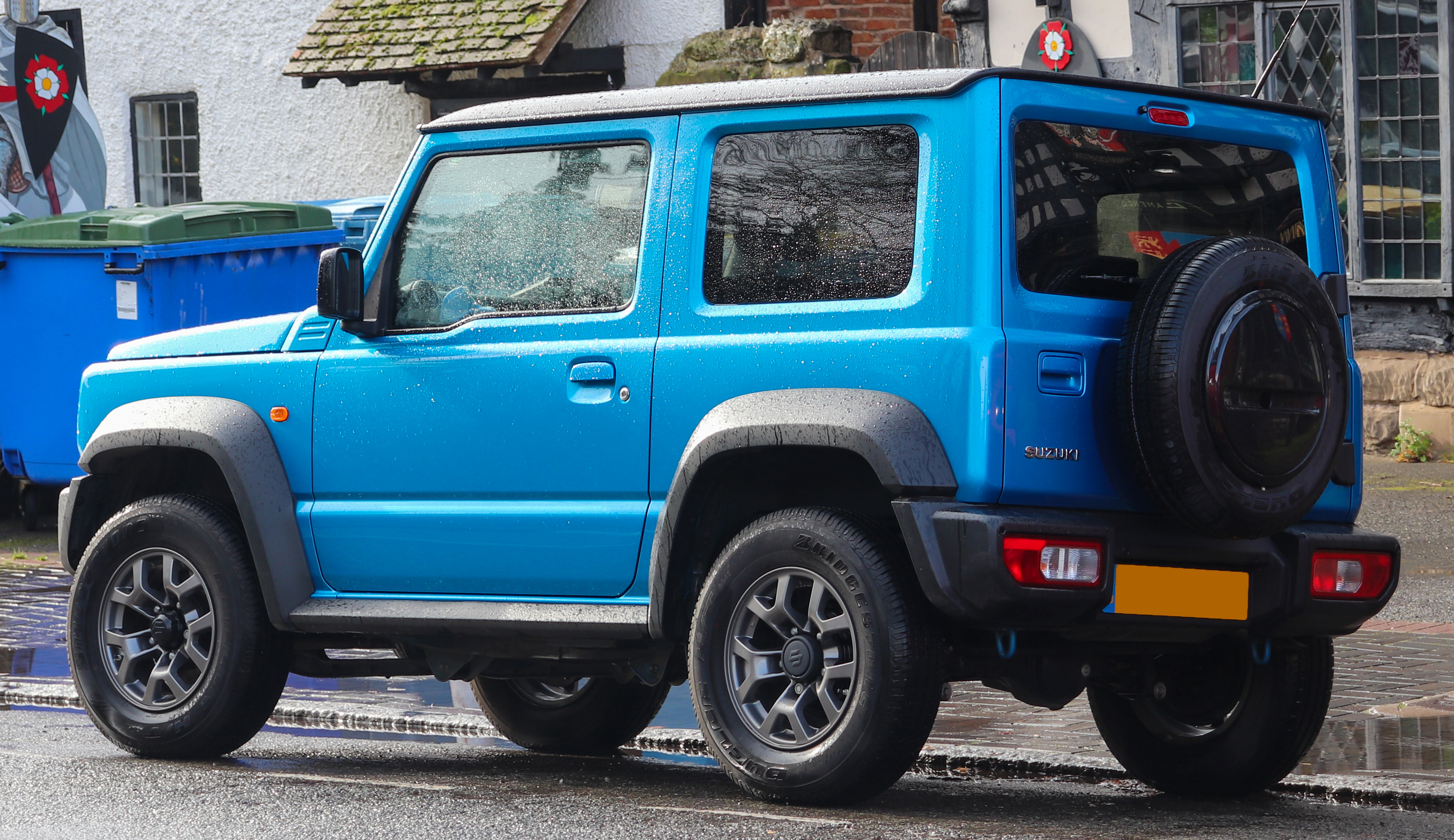
Suzuki Jimny IV (JB74)
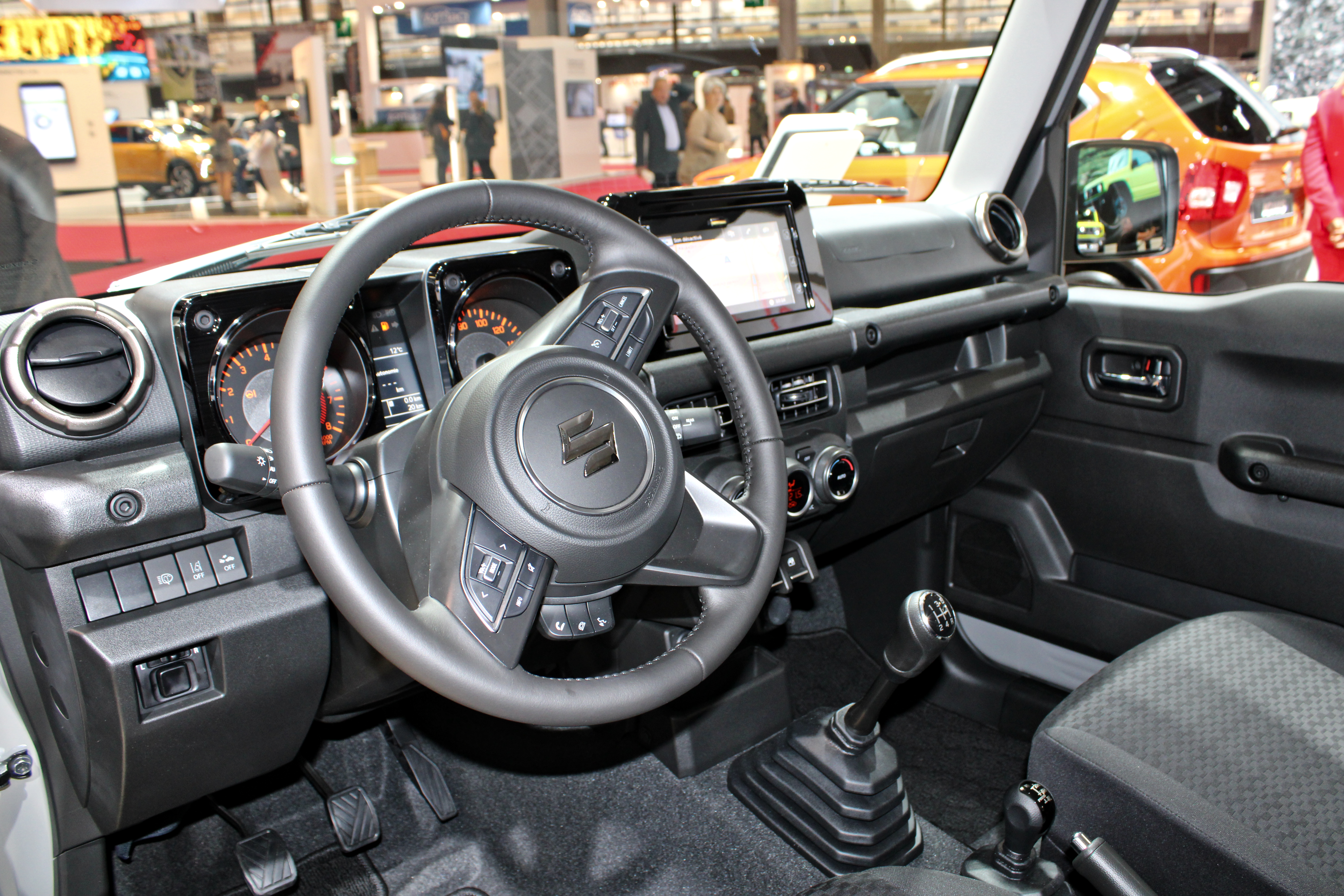
Suzuki Jimny IV (intérieur)

### Concept cars
Suzuki présente deux show-cars sur la base du Jimny au Salon de l'automobile de Tokyo 2019 baptisés Jimny Sierra Pick Up Style Sierra et Jimny Survive.
Le Jimny Sierra Pick Up Style Concept est une version pick-up équipée d'une rampe d'éclairage à Leds, de faux panneaux de bois sur les flancs et d'anneaux de remorquage. Il est basé sur le Jimny long (Jimny Sierra).
Le Jimny Survive est une version baroudeuse équipée pour le tout-terrain avec des plaques de protection de soubassements, des grilles devant les feux, un arceau cage extérieur ou encore des crochets de remorquage. Il est basé sur le Jimny court (kei-car).

### Galerie

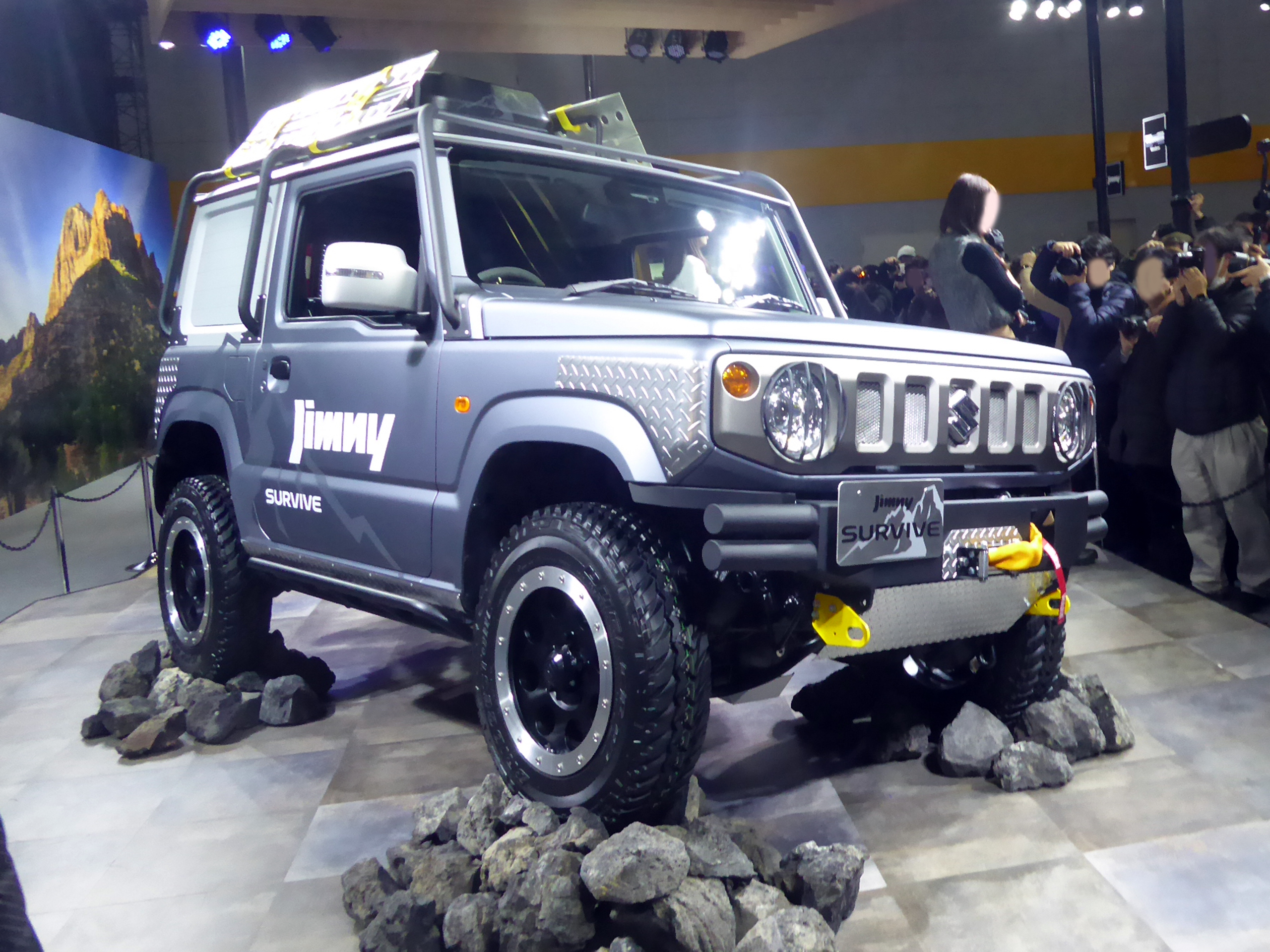
Suzuki Jimny Survive Concept
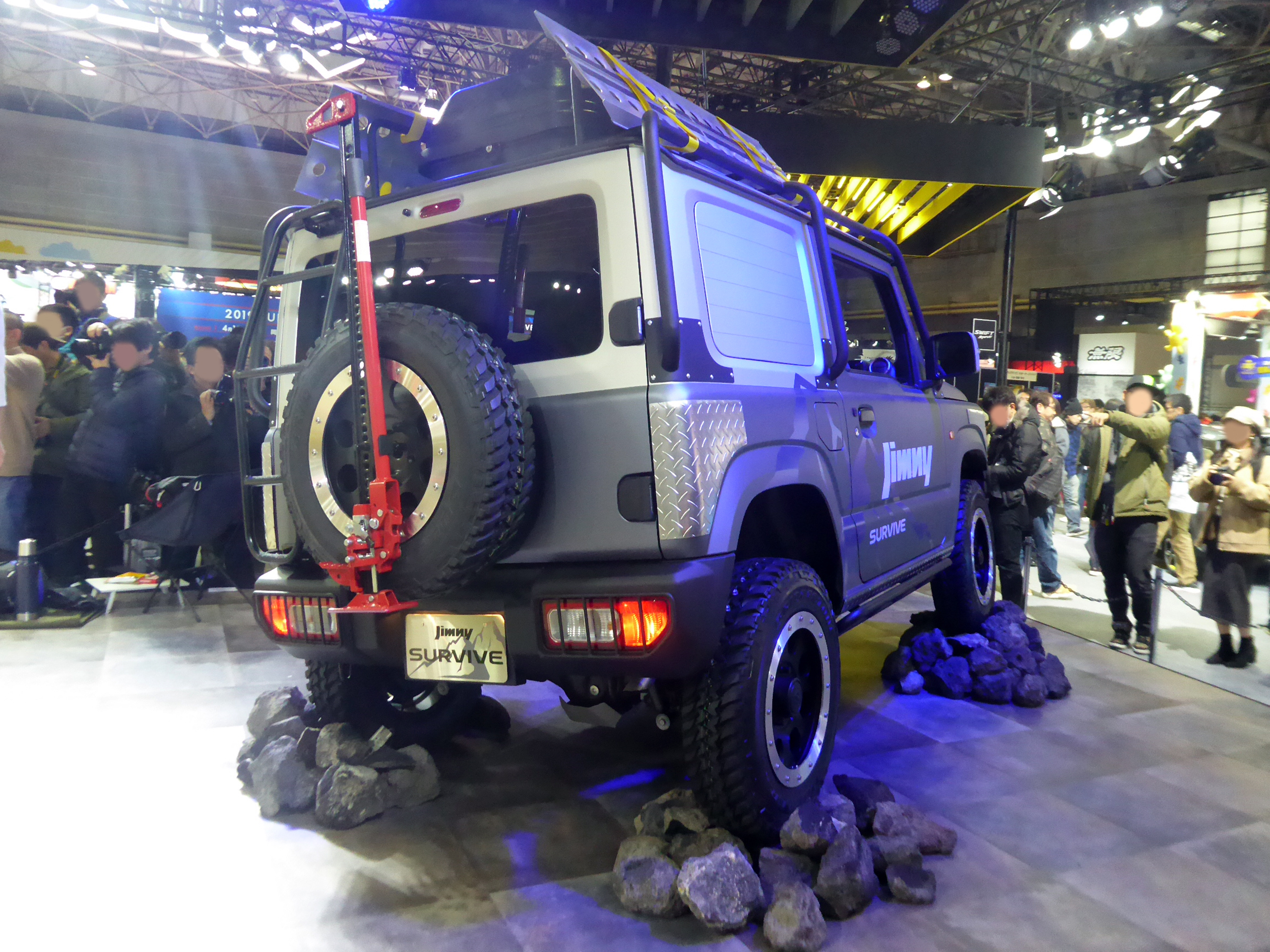
Suzuki Jimny Survive Concept
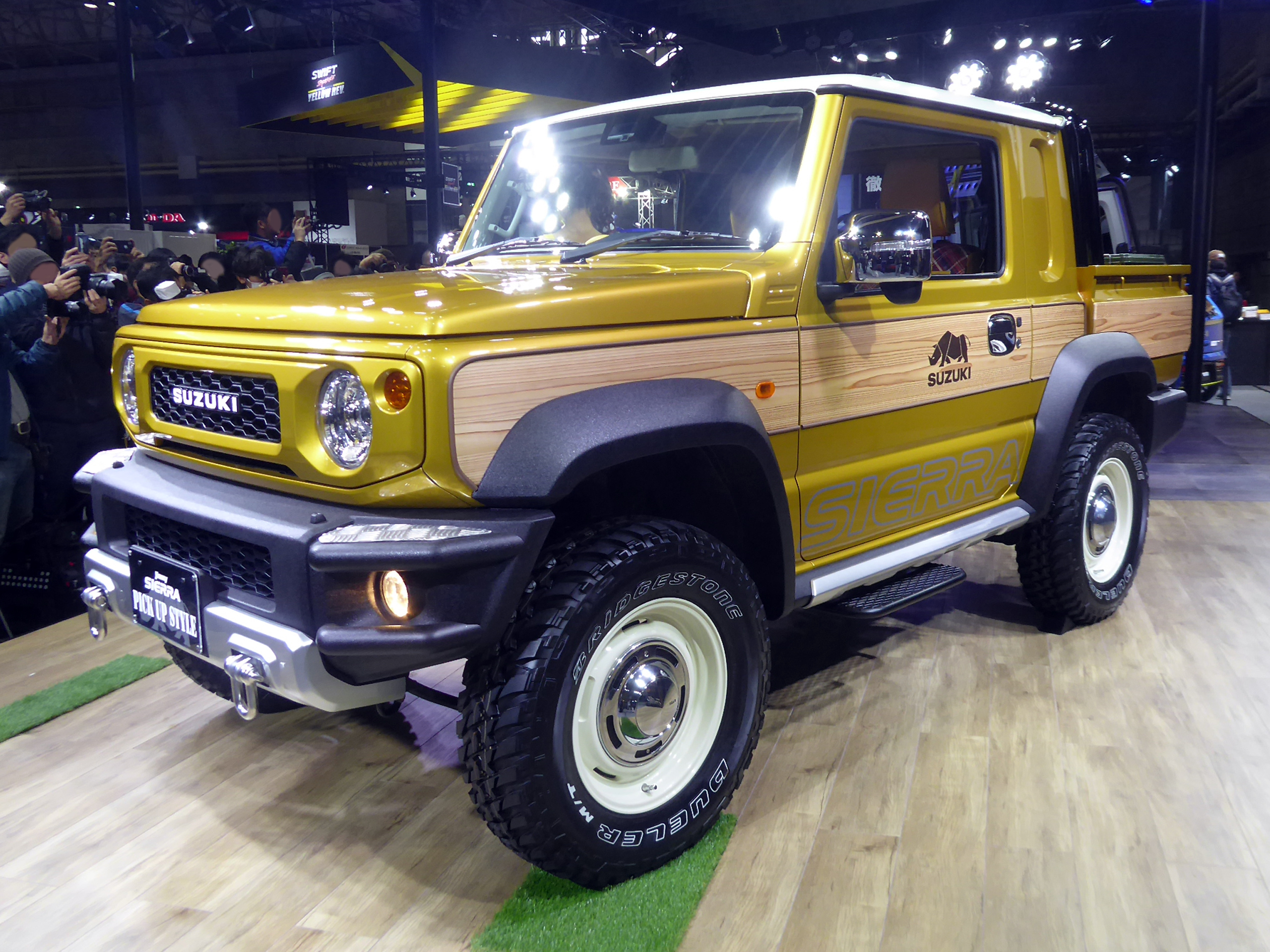
Suzuki Jimny Sierra Pick Up Style Concept
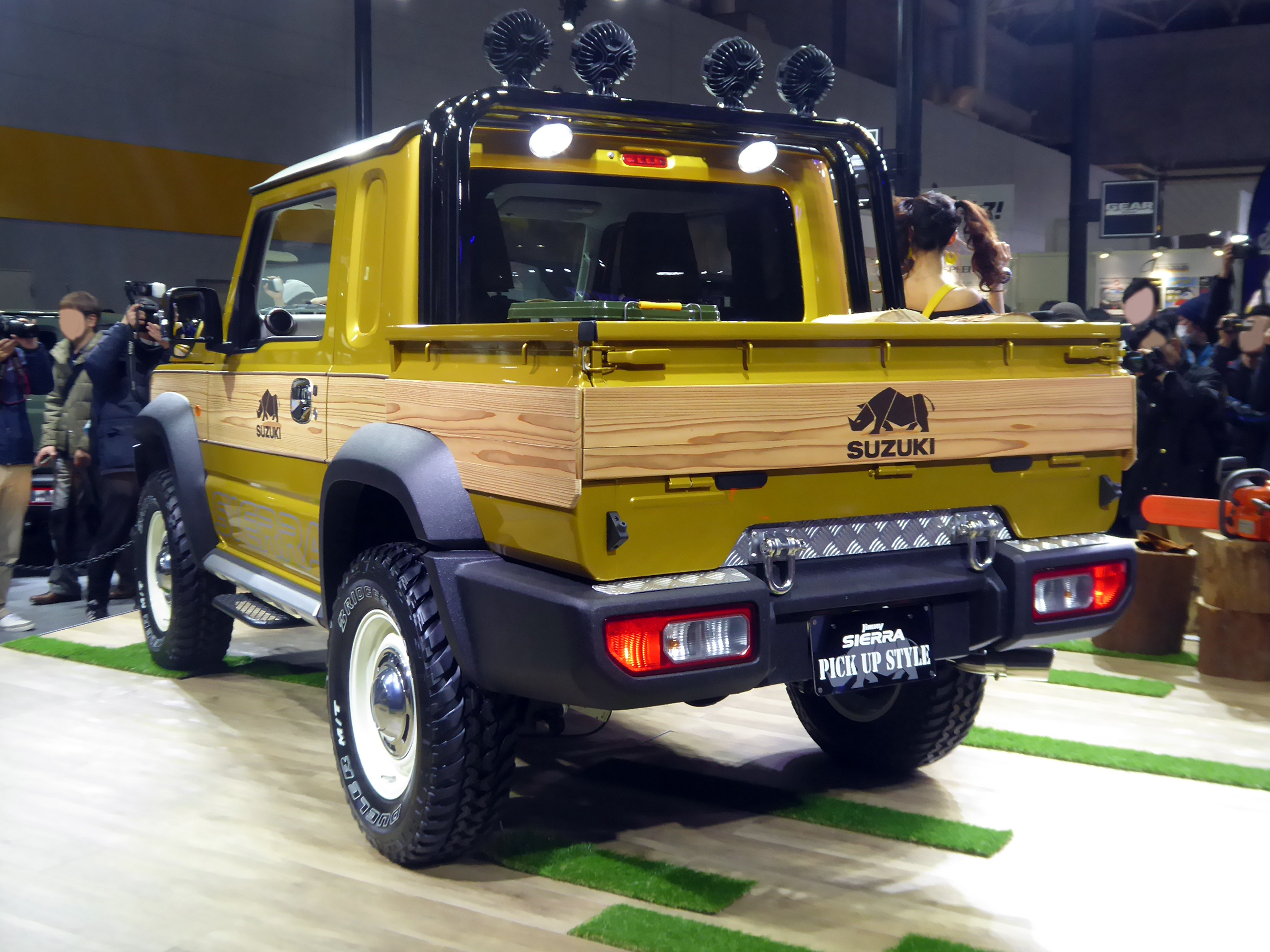
Suzuki Jimny Sierra Pick Up Style Concept